# グラハム・カー
グラハム・カー（Graham Kerr、1934年1月22日 - ）は、イギリス・ロンドン生まれの料理研究家。テレビの料理番組『世界の料理ショー』の番組ホストとして有名。現在はアメリカ合衆国に帰化。

## 経歴

### 生い立ち
両親の経営するホテルで幼いころから働き、ヨーロッパの著名なシェフたちに囲まれて育った。ブライトン・カレッジを卒業。15歳の若さで、イースト・サセックスにあるローバック・ホテルの経営訓練生 (trainee manager)となる。

### ニュージーランドに
イギリス陸軍で5年間の軍役を勤めた後、ロイアル・アスコット・ホテルの総支配人となる。1958年にニュージーランドに移住。王立ニュージーランド空軍のチーフ・ケータリング・アドバイザーに就任。
1960年代初頭よりメディアでの仕事を開始。彼のレシピがラジオ、雑誌で紹介され、書籍『Entertaining with Kerr』がヒット。その後、NZBCのプロデューサーから声をかけられ、当時ニュージーランドで新しいメディアとして登場したテレビ業界に入り、パーソナリティとしてデビューした。オーストラリアで『Entertaining with Kerr』、のちの料理ショーの原型となる『Egg With Flight Lieutenant Kerr』（オーストラリアとニュージーランドで放映）の司会を務めた。

### 世界の料理ショー
1969年にカナダに移住。 妻のトリーナ・カー (Treena Kerr)がプロデュースを担当し、1968年から1971年にかけてカナダ・CBC傘下のオタワの局で製作された料理番組『世界の料理ショー』（The Galloping Gourmet）が放映された。
その楽天的なユーモア、一見ふざけているようなアクション、軽妙な会話、豊富なレパートリーによって大人気番組となった。世界38か国で放映された『世界の料理ショー』の成功により、グラハムは世界的な有名人となり、多数の料理本を執筆してエミー賞に2度ノミネートされた。

### 身体麻痺と復帰
1971年にカリフォルニアでの自動車事故によってグラハムは一時的な身体麻痺に陥り『世界の料理ショー』は打ち切りとなり、またトリーナも悪夢に悩まされていた。1972年にはトリーナは一旦肺癌と診断されたが誤診で、実は結核であり肺の一部を摘出。その後回復した。1974年にはグラハムはテレビに復帰。

### ミニマックス
1986年、トリーナが脳梗塞と心筋梗塞で倒れ、グラハムはミニマックス (Minimax)と称する新しいスタイルの料理を推奨するようになった。このミニマックスは、それまでグラハムが提供してきた脂肪分たっぷりのスタイルではなく、香りや色彩、食感など素材の味を活かすことに重きを置いたものであり、健康への害を最小限におさえることを目的としたヘルシーな料理法であった。
この試みは、『Graham Kerr's Smart Cooking』と『Graham Kerr's Minimax Cookbook』の2冊の料理本と、ディスカバリー・チャンネルとパブリック・テレビジョンで放送された同名のシリーズによって世に受け入れられた。

### 新・世界の料理ショー
1988年に本格的にテレビへ復帰。『Simply Marvellous』、『新・世界の料理ショー（The Graham Kerr Show）』といった料理番組に出演。1995年、「アメリカ料理界の母」と呼ばれる伝説的な料理研究家ジュリア・チャイルド（Julia Child）とともにスペシャル番組『Julia Child & Graham Kerr』に出演する。

### 現在
2003年、調理学および栄養学における名誉博士号を授与。現在はアメリカ合衆国・ワシントン州マウントバーノン在住。

## 司会番組
- 世界の料理ショー
  - 新・世界の料理ショー
- テイク・カー（日本未放送）

## 担当した声優
- 大野しげひさ
- 浦野光
- 黒沢良
- 池田勝

## ゲスト出演
2008年6月28日放送の『地球街道』に出演。大ファンだという井上順がグラハムの自宅を訪ねた。井上のために、ミニマックス料理も披露した。